# Anne Wood
Anne Wood, född 1 december 1937, är en brittisk TV-producent av barnprogram.
1984 grundade hon produktionsbolaget Ragdoll Productions som specialiserat sig på barnprogram för barn under 10 år. Ett av de mest kända TV-programmen är Teletubbies.

## Fotnoter
1. ↑  Who's who, A & C Black, Who's Who UK-ID: U40504.[källa från Wikidata]